# Ampedus quercicola
Ampedus quercicola es una especie de escarabajo del género Ampedus, familia Elateridae. Fue descrita científicamente por Buysson en 1887.
Esta especie se encuentra en Francia, Suiza, Reino Unido, Alemania, Dinamarca, Luxemburgo y Austria. 